# Desa Sukamenak (administrativ by i Indonesien, Jawa Barat, lat -6,93, long 108,09)
Desa Sukamenak är en administrativ by i Indonesien.   Den ligger i provinsen Jawa Barat, i den västra delen av landet, 160 km sydost om huvudstaden Jakarta.